# 6435 Daveross
6435 Daveross è un asteroide della fascia principale. Scoperto nel 1984, presenta un'orbita caratterizzata da un semiasse maggiore pari a 1,9195035 UA e da un'eccentricità di 0,0576097, inclinata di 23,43468° rispetto all'eclittica.